# Джон Діл
Джон Діл (англ. John Diehl, * 1950) — американський характерний актор. Відомий за роллю детектива Ларрі Зіто в культовому телесеріалі «Поліція Маямі», а також лейтенанта Чарльза Кавальскі у фільмі Роланда Еммеріха «Зоряна брама» (1994).

## Вибрана фільмографія
- 1981 — Втеча з Нью-Йорка — панк
- 1981 — Добровольці мимоволі — Крайзер
- 1983 — Канікули — асистент техніка
- 1983 — Вашингтонське таксі — очільник викрадачів
- 1984—1988 — поліція Маямі — детектив Ларрі Зіто
- 1989 — Фелкон Крест — Гас Воллак
- 1990 — Божевільня — Фред
- 1990 — Кікбоксер 2: Дорога назад — Джек
- 1991 — Моторама — Філ
- 1992 — Гроші, гроші, іще гроші — Кід Гідінг
- 1993 — З мене досить — батько
- 1994 — Клієнт — Джек Ненс
- 1995 — Різник розуму — Алекс
- 1995 — Аманда й інопланетянин — полковник Розенкранц
- 1996 — Час вбивати — Тім Нанлі
- 1996 — Могила — Дж.С. Коул
- 1997 — Детектив Неш Бріджес — Альберт Фосс
- 1997 — Вогонь з пекла — Френк Елкінс
- 1998 — Країна пагорбів і долин — Лес Бірк
- 1999 — Тревор (Цілком таємно) — Вілсон Роулз
- 1999 — Де завгодно, тільки не тут — Джиммі
- 1999 — Військово-юридична служба
- 2001 — Перл-Гарбор — старший лікар
- 2001 — Парк Юрського періоду 3 — Купер
- 2003 — Без сліду — Дойл
- 2004 — Земля достатку — Пол
- 2007 — Мертва справа
- 2008 — Крутий поворот — Том Клінджер
- 2010 — Дорога в нікуди — Боббі Біллінгс
- 2011 — Чорна мітка: Падіння Сема Екса
- 2011 — Різзолі та Айлз
- 2012 — Скандал
- 2013 — Апартаменти 1303
- 2013 — Принцип сингулярності
- 2014 — Майже людина
- 2015 — Назавжди — Нейл
- 2019 — Снігопад
- 2019 — Касл-Рок
- 2022 — Час Армагеддону